# Sonja Nef
Sonja Nef (Heiden, 19 de abril de 1972) es una deportista suiza que compitió en esquí alpino; campeona mundial en 2001.
Participó en dos Juegos Olímpicos de Invierno, en los años 1998 y 2002, obteniendo una medalla de bronce en Salt Lake City 2002, en la prueba de eslalon gigante.
Ganó una medalla de oro en el Campeonato Mundial de Esquí Alpino de 2001, en el eslalon gigante. En la Copa del Mundo consiguió quince victorias y 32 podios en total.

## Palmarés internacional
| Juegos Olímpicos   | Juegos Olímpicos                | Juegos Olímpicos  | Juegos Olímpicos |
| Año                | Lugar                           | Medalla           | Prueba           |
| ------------------ | ------------------------------- | ----------------- | ---------------- |
| 2002               | Salt Lake City (Estados Unidos) | Medalla de bronce | Eslalon gigante  |
| Campeonato Mundial |                                 |                   |                  |
| Año                | Lugar                           | Medalla           | Prueba           |
| 2001               | St. Anton (Austria)             | Medalla de oro    | Eslalon gigante  |